# Ozuka (métro d'Hiroshima)
Ozuka (大塚駅, Ōzuka-eki) est une station de la ligne Astram du métro d'Hiroshima. Elle est située dans l'arrondissement d'Asaminami à Hiroshima au Japon.

## Situation sur le réseau
Établie en extérieur, Ozuka est située au point kilométrique (PK) 17,6 de la ligne Astram. Elle se trouve entre la station Tomo-chuo, en direction du terminus sud Hondori, et le terminus nord Koiki-koen-mae.

## Histoire
La station Ozuka est mise en service le 20 août 1994, lors de l'ouverture à l'exploitation de la ligne Astram.

## Service des voyageurs

### Accueil
La station est ouverte tous les jours.

### Desserte
Obara est desservie par les rames de la ligne Astram : 
- voie 1 : direction Koiki-koen-mae
- voie 2 : direction Hondori

Installations et desserte
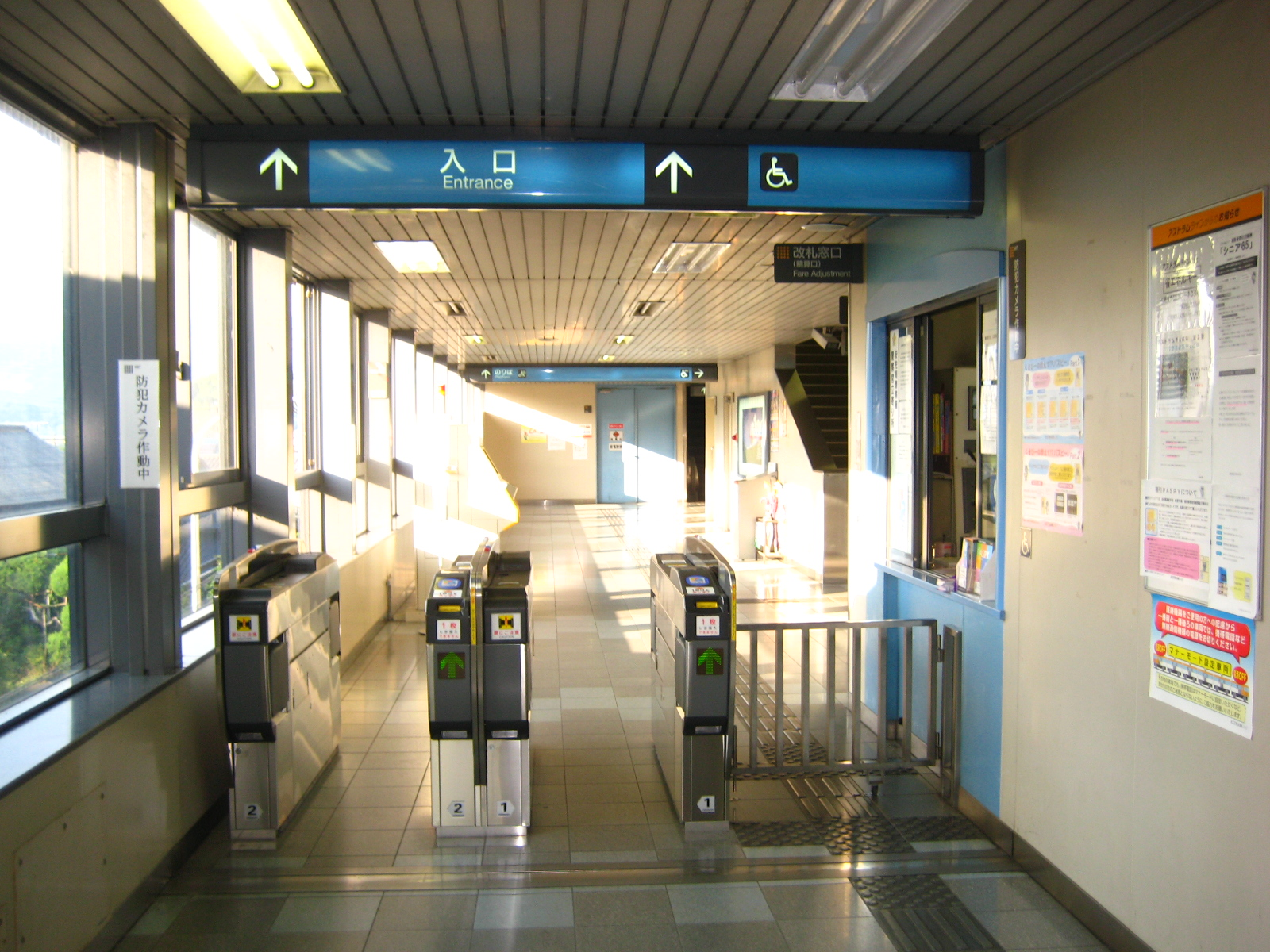
Barrière de contrôle
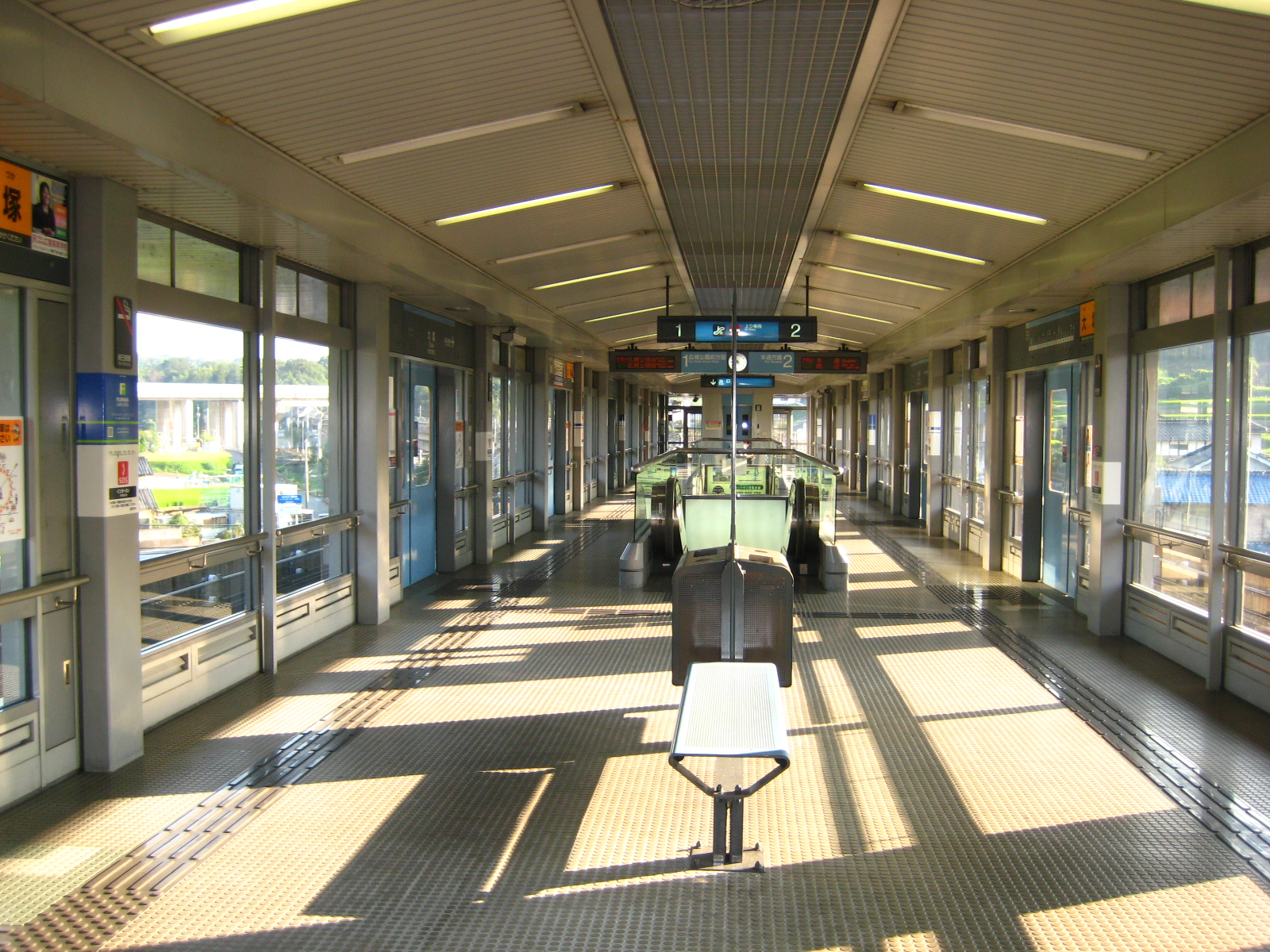
Quai de la station